# Lobosa
Lobosa – podtyp supergrupy Amoebozoa.
Należą tutaj następujące gromady:
- Tubulinea Smirnov i inni, 2005
- Discosea Cavalier-Smith, 2004 w Cavalier-Smith i inni